# Phytomyza japonica
Phytomyza japonica är en tvåvingeart som beskrevs av Mitsuhiro Sasakawa 1953. Phytomyza japonica ingår i släktet Phytomyza och familjen minerarflugor. Inga underarter finns listade i Catalogue of Life.